# Velký Karlov

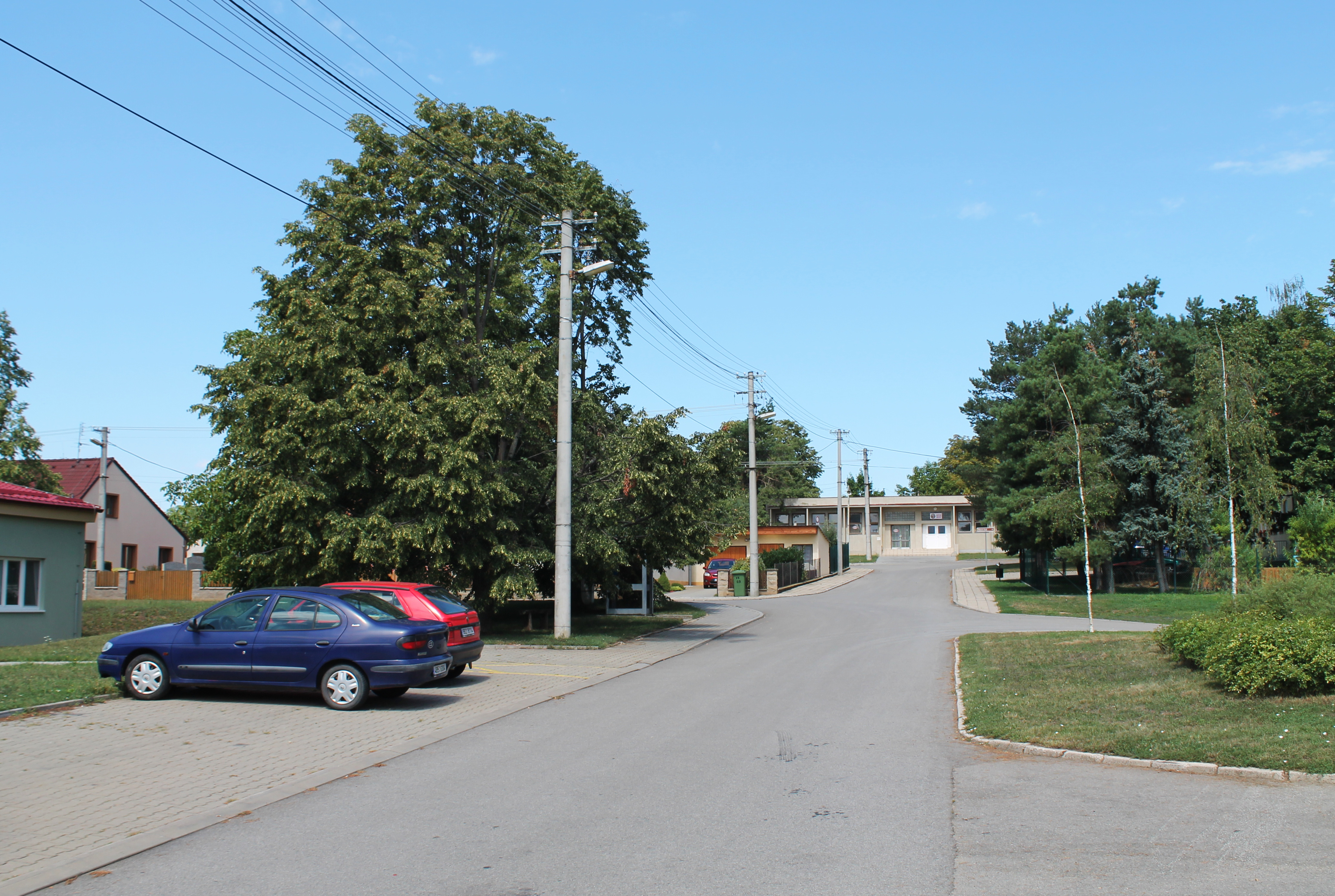
Dorfplatz

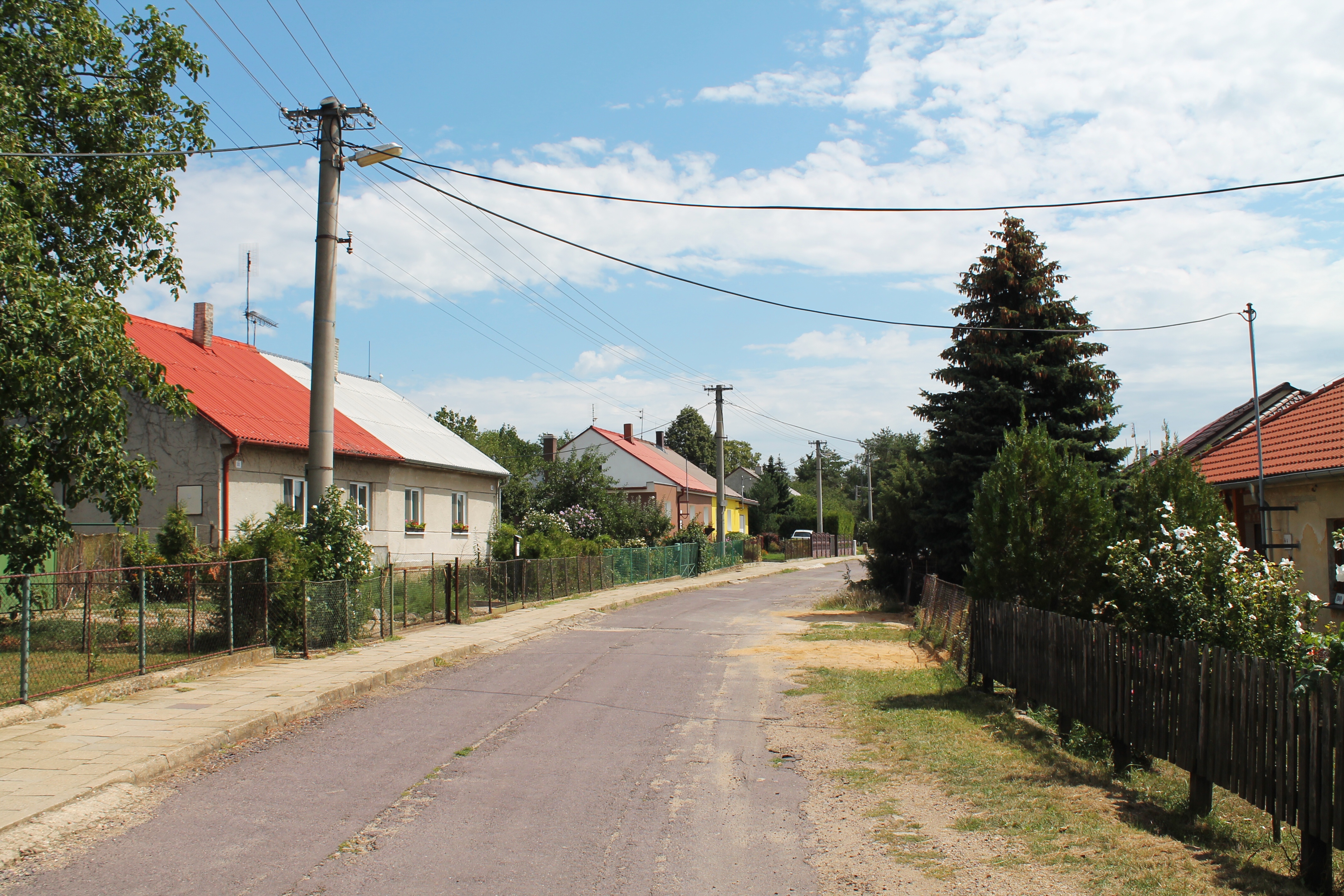
Nördliche Straße

Velký Karlov ist eine Gemeinde in Tschechien. Sie liegt 20 Kilometer südöstlich von Znojmo und gehört zum Okres Znojmo. Das Dorf ist eines der jüngsten des Landes und wurde in den 1950er Jahren „auf der grünen Wiese“ angelegt.

## Geographie
Velký Karlov befindet sich auf dem Höhenzug Herrnäcker zwischen den Tälern der Jevišovka und der Thaya in der Thaya-Schwarza-Senke. Gegen Norden liegt die Senke des Jevišovka-Zuflusses Příční potok mit dem Hoyawald, südlich die ebenfalls mit Auwald bestandene Senke des Fließes Černá strouha. Östlich entspringt der Anšovský potok, südöstlich dessen Zufluss Šanovský potok. Gegen Osten erhebt sich die Čapí hora (Fliegengas, 367 m n.m.). Zwei Kilometer nördlich verläuft die Bahnstrecke Hrušovany nad Jevišovkou–Znojmo, der nächste Bahnhof ist Božice u Znojma.
Nachbarorte sind Božice, U Nádraží, Kolonie u Dvora und Karlov im Norden, Pravice, Hrušovany nad Jevišovkou, Emin zámek und Nový Dvůr im Nordosten, Šanov im Osten, Dvůr Anšov, Hevlín und Laa an der Thaya im Südosten, Dyjákovice im Süden, Hrádek und Křídlůvky im Südwesten, Valtrovice, Micmanice, Derflice und Krhovice im Westen sowie  Hodonice, Sídliště Formoza, Borotice und České Křídlovice im Nordwesten.

## Geschichte
Im Zuge der Kollektivierung der Landwirtschaft wurden Ende der 1940er Jahre in der Tschechoslowakei die JZD (Jednotná zemědělská družstva) gebildet. Der staatliche Großgrundbesitz wurde durch Staatsgüter (Československé státní statky) bewirtschaftet. Eines davon war das Staatsgut Hrušovany nad Jevišovkou, das aus den nach dem Zweiten Weltkrieg enteigneten Ländereien des Grafen Khuen von Belasy gebildet worden war. Zu dem Gut gehörte auch ein Landwirtschaftsbetrieb in Hrádek, der seinen Sitz im ehemaligen Malina-Gut hatte. Zum Aufbau einer großen Tierproduktionsanlage für den Landwirtschaftsbetrieb Hrádek wurde die größte Ackerfläche der Gegend im nördlichen Teil des Katasters von Dyjákovice ausgewählt. Die neue Anlage zur Produktion von Rindern, Schweinen, Geflügel und Schafen sollte eine Fläche von 2000 bis 2500 ha Land einnehmen. Im Jahre 1950 erfolgte die Gründung der Farm, die den Namen Velky Karlov erhielt. Dieser wurde von dem in der Nähe gelegenen alten Schafhof Karlov (Karlhof) abgeleitet, wobei das Attribut Velký die Größe der Anlage widerspiegeln sollte.
Es erwies sich bald als erforderlich, neben der Farm eine Bereitschaftssiedlung für die Arbeiter der Tierproduktion zu errichten. 1953 entstanden westlich der Farm die ersten sieben Doppelhäuser, im Jahr darauf weitere fünf. Die neue Landarbeitersiedlung wurde wie die Farm mit Velký Karlov benannt, jedoch erhielt sie zunächst den amtlichen Namen Nový Karlov. In den Jahren 1958–1961 wurde die Siedlung um 32 Doppelhäuser erweitert. Mit dem Bau einer provisorischen Wasserversorgung und Kanalisation sowie eines Fußballplatzes erhielt sie erste Ansätze einer dörflichen Infrastruktur. Zugleich wurde der Feldweg zum Bahnhof Božice mit Makadam befestigt. Der weitere Aufbau der Infrastruktur mit sozialen Einrichtungen, Versorgungseinrichtungen, Verkehrsanbindung und öffentlicher Beleuchtung war 1958 beschlossen worden.
Ab 1960 erhielt Velký Karlov den Status eines Ortsteils von Dyjákovice. Eine Busverbindung, ein Laden, ein Wirtshaus oder eine Arztpraxis fehlten nach wie vor. Im Ort bestand ein provisorischer Kindergarten in einer Baracke bei den Ställen, der Schulunterricht erfolgte in Dyjákovice. Im Jahre 1967 wurde die Straße nach Šanov asphaltiert, zwischen 1958 und 1969 auch der Fahrweg nach Dyjákovice. Am 26. November 1971 wurde in Velký Karlov ein eigener lokaler Nationalausschuss gewählt, damit löste sich das Dorf von Dyjákovice.
Im Jahre 1974 wurden 32 moderne eingeschossige Wohnungseinheiten errichtet. 1977 entstanden die ersten privaten Einfamilienhäuser. Der 1978 erfolgte Anschluss der Staatsgüter Hrušovany nad Jevišovkou und Miroslav an das Staatsgut Znojmo wirkte sich für die Farm Velký Karlov sehr nachteilig aus. Die damals eingeführte sektorale Wirtschaftsstruktur ersetzte die bisherigen örtlichen Strukturen durch neue Einheiten nach der Produktionsart. In der Farm waren danach fünf verschiedene Betriebe tätig, von denen lediglich der Schweine- und Geflügelzuchtbetrieb Velkochov vor Ort ansässig war. 1981 wurde Velký Karlov wieder nach Dyjákovice eingemeindet. Seit 1990 ist es wieder eigenständig.

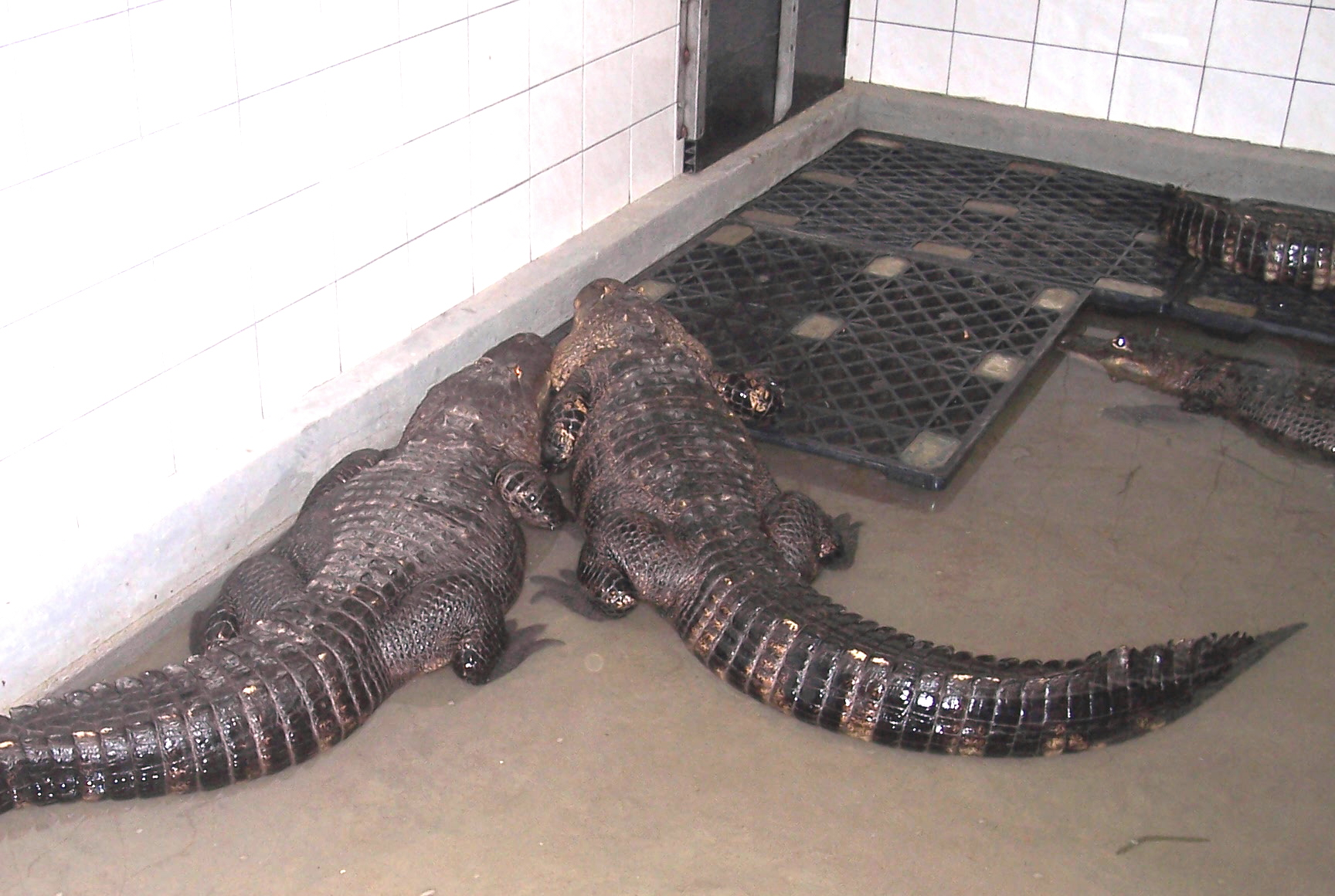
Nilkrodile in der Farm Velký Karlov

Nach der Samtenen Revolution wurde die Farm privatisiert und ist Teil der AGRO Jevišovice a. s. Der Masthähnchenproduzent errichtete 2005 in Velký Karlov eine Krokodilfarm zur Entsorgung unreifer Hühner mit anfänglich 250 Reptilien; vorgesehen ist die Haltung von 1000 Tieren. Deren Tochterunternehmen ZEVO spol. s.r.o betreibt seit 2006 eine Biogasanlage. Nach einer Petition von 137 Einwohnern der Gemeinde wegen unerträglichem Gestank wurde der Betreiber der seinerzeit mit einer Leistung von 2,7 MW größten Biogasanlage in Mittel- und Osteuropa 2008 vom Umweltministerium mit einer Geldstrafe von 2 Millionen Kronen belegt, da die Anlage nie genehmigt worden war. Die Organisation „Děti Země“ protestierte 2008 gegen die Massenzucht und eine Erweiterung der Krokodilfarm auf 800 Tiere. Seit April 2013 gelten Krokodile in Tschechien als Schlachttiere und dürfen demnach auch zu Schlachtzwecken gezüchtet werden.

## Sehenswürdigkeiten
- Schloss Emin zámek (Emmahof), das knapp fünf Kilometer nordöstlich im Hoyawald gelegene neobarocke Schlösschen entstand 1882 für Eduard Khuen von Belasy. Die Innenausgestaltung erfolgte durch Alfons Mucha.
- Denkmal „Strom míru“ (Baum des Friedens), errichtet 1978
- Naturreservate Karlov und Horní Karlov am Teich Karlov im Hoyawald nördlich von Velký Karlov. Durch das Auwaldgebiet um die beiden Reservate führt der Naturlehrpfad Údolí lásky.